# Вила Веруцкио (Римини)
Вила Веруцкио је насеље у Италији у округу Римини, региону Емилија-Ромања.
Према процени из 2011. у насељу је живело 6576 становника. Насеље се налази на надморској висини од 85 м.